# José Gimeno
José Gimeno Navarro, né en 1901 à Barcelone et mort le 17 février 1955 dans la même ville, est un poète, dramaturge et peintre espagnol. Il est aussi footballeur dans sa jeunesse.

## Biographie
Issu d'une famille récemment installée à Barcelone, José Gimeno est pendant sa jeunesse typographe et footballeur professionnel. Il commence à écrire en espagnol mais il écrit aussi des pièces de théâtre en catalan. En tant que poète, son style est populaire et influencé par Federico García Lorca et par Sebastián Sánchez Juan.
Comme footballeur, il joue au FC España (1918-1920) et dans l'équipe réserve du FC Barcelone (1920-1922). Il joue cinq matches en équipe première du Barça. Il joue aussi au CE Júpiter (1922-1925).

## Œuvre littéraire
Théâtre
- Barraques de Montjuïc
- L'amor infinit
- Demà comença la vida
- La inútil veritat
- Els desheretats

Poésie
- El moliner invisible (1935)
- Poemes de raval (1937)
- L'íntim recés (1937)
- Festeig (1938)
- Dolor de la guerra (1938)
- Les ales dels àngels (1948)
- L'enyor perdurable (1949)